# Ancylorhynchus crux
Ancylorhynchus crux là một loài ruồi trong họ Asilidae. Ancylorhynchus crux được Bezzi miêu tả năm 1908.